# Белый, Леонид Николаевич
Леони́д Никола́евич Бе́лый (прозвище в музыкальной среде Ле́нни; 24 декабря 1955, Москва — 26 апреля 2000) — советский и российский поп-музыкант (певец, гитарист, клавишник).

## Биография
Леонид Белый родился 24 декабря 1955 года в Москве. В школьном возрасте начал играть на гитаре и сочинять песни.
Летом 1976 года после службы в Советской армии был принят Мишей Плоткиным в вокально-инструментальный ансамбль «Надежда» на место ушедшего из ансамбля вокалиста Игоря Иванова (по словам другого участника ансамбля, Евгения Печёнова, «Плоткин искал голос, похожий на голос Игоря Иванова»). Работал в «Надежде» до 1978 года.
Вокалистка ВИА «Надежда» Людмила Шабина вспоминала:
О Лёне Белом — только хорошее. Пришёл интеллигентный московский мальчик с голосом, похожим на Лермана, немного восторженный, но добрый. Пел с чувством, не пил, не курил. С Лёней Белым мы записали первый вариант «Нежности». В общении был мил и доброжелателен. Как-то сразу влился в коллектив, получил много сольных песен. Кстати, когда Игорь Иванов ушёл, то «Люблю тебя» в концертах он пел со мной.
Примерно так же помнил Леонида Белого Евгений Печёнов: «Очень мягкий, интеллигентный и немного восторженный парень. Иногда он пытался быть хитрым, но это у него очень смешно получалось».
После ухода из «Надежды» Белый работал с певицей Галиной Ненашевой и выходил отдельным номером в её программе.

Совместные гастроли в Ташкенте ВИА «Надежда» и ВИО «Современник», апрель 1977. Слева направо: Людмила Шабина, Вячеслав Семёнов, Леонид Белый, Пётр Наумов, Александр Шабин, Людмила Иванова, Юрий Назаренко, Виктор Андриевский, Зенон Ковпак, Вера Капустина

Играл на гитаре, бас-гитаре, барабанах, клавишных, блок-флейте. Любил творчество чернокожего барабанщика Ленни Уайта, игравшего в группе Чика Кориа Return to Forever, и за совпадение с ним фамилий (англ. White = Белый) получил прозвище Ленни.
Вместе с женой Маргаритой Белой последовательно создавал собственные группы «Юность планеты», «Видео», «Свет».
Евгений Печёнов в связи с поздним увлечением Белого религией и церковными песнопениями вспоминал о периоде его работы в ВИА «Надежда»: «Не было ничего. Абсолютно нормальный парень был».
Умер в 44-летнем возрасте 26 апреля 2000 года от остановки сердца.
Леонид Белый — один из героев книги его жены Маргариты Белой «Тоска бриллианта по эльфу-гранильщику», посвящённой памяти безвременно ушедших музыкантов.

### Семья
- Жена — Маргарита Белая, музыкант.

## Песни

### Вокалист в песнях других авторов
- Верь в доброго человека (Геннадий Александров — Наум Олев) (песня из художественного фильма 1987 года «Случай в аэропорту», где все песни за исключением этой исполняет Павел Смеян; Леонид Белый в титрах не указан, и исполнение этой песни также, ошибочно, приписывается Павлу Смеяну)
- Две розы (Самуил Покрасс — Анатолий Д’Актиль)[6]
- Земля моя (Борис Рычков — Игорь Шаферан) (песня из художественного фильма «Звёздный инспектор», 1980)[6]
- Зеркало (Юрий Антонов — Михаил Танич) (в составе ВИА «Надежда»)[7]
- Из вагантов (Давид Тухманов — ваганты, свободный перевод Льва Гинзбурга) (в составе ВИА «Надежда»)[2]
- Люблю тебя (Игорь Якушенко — Владимир Харитонов) — дуэт с Людмилой Шабиной (в составе ВИА «Надежда»)[4]
- Мне теперь всё равно (Александр Шульга — Леонид Дербенёв) (в составе ВИА «Надежда»)
- Нежность (Александра Пахмутова — Сергей Гребенников, Николай Добронравов) — дуэт с Людмилой Шабиной (в составе ВИА «Надежда»)[7]
- Ни к чему меня жалеть (Толеген Мухамеджанов — Михаил Пляцковский) (1985)[6]
- Олимпийский факел (Марк Минков — Владимир Костров) (в составе ВИА «Надежда»)[7]
- Только не забыть (Илья Любинский — Роберт Рождественский) (аудиозапись песни была сделана в студии Государственного дома радиовещания и звукозаписи в Москве в 1982 году)[8]
- Ты сама придумала (Вячеслав Добрынин — Михаил Пляцковский) (в составе ВИА «Надежда»)[7]
- Я тороплюсь на свиданье с тайгой (Владимир Комаров) (в составе ВИА «Надежда»)[9]
- Я уезжаю часто (Роман Майоров — Андрей Дементьев) (в составе ВИА «Надежда»)[7]

### Автор
- В вечернем сумраке (Леонид Белый) — вокал Леонид Белый[6]
- Душа моя (Леонид Белый, Маргарита Белая — Хуан Боскан) — вокал Леонид Белый[6]
- Подслушанный разговор (Леонид Белый — Роберт Рождественский) — вокал Валентина Толкунова[6]
- Серые глаза — рассвет (Леонид Белый — Редьярд Киплинг, перевод Константина Симонова) — вокал Леонид Белый[6]
- Спеши любить (Леонид Белый) — вокал Леонид Белый[6]